# アコーディア・ゴルフ
株式会社アコーディア・ゴルフ（Accordia Golf Co., Ltd.）は、日本各地のゴルフ場の所有・運営を事業とするリゾート企業である。
2002年にアメリカの投資銀行 ゴールドマン・サックスの不動産投資ファンド傘下に入り、それ以降、バブル崩壊により経営難に陥った日本各地の会員制ゴルフクラブのスポンサーとなり次々と買収。2011年1月にゴールドマン・サックスとの資本提携を解消した。2021年より外資のフォートレス・インベストメント・グループが所有していた。
2024年12月にアコーディアに次ぐ国内第2位の規模を持つゴルフ場運営会社PGM（パシフィック・ゴルフ・マネージメント）を傘下に持つパチンコ・パチスロメーカーの平和が、2025年1月31日にフォートレス傘下で同事業を担っているPJCインベストメンツを買収して傘下にすると発表した。

## 沿革
- 1981年9月1日 - 群馬県藤岡市で株式会社竹沼ゴルフ練習場として設立（社名の通りゴルフ練習場の経営・管理等を行っていたとされる）。
- 1983年 - 竹沼ゴルフ練習場が藤岡開発に買収される。
- 1991年3月 - 藤岡開発が竹沼ゴルフ練習場株式をニットーホテル・ゴルフ場経営会社の日東興業に売却する。
- 1997年12月 - 日東興業とゴルフ場運営子会社の日東ライフ（旧日本針布、店頭市場上場）が東京地裁に和議申請。
- 1998年1月 - 日東ライフの本業を承継した子会社の日本針布が福井地裁へ破産申請。
- 1998年2月 - 日東興業運営のリゾートホテル「ホテルニットー大沼」が完全廃業（リゾートマンション区画の大沼レイクハウスは管理組合により存続）。2004年に客室を転用した介護付き有料老人ホーム「野畔の花」となるまで廃墟状態となる。
- 1999年5月 - 和議認可。
- 2002年1月 - ゴールドマン・サックスの投資ファンド「サウス・ウインド・リアルティ・ファイナンス・ケイマン・カンパニー」が日東興業の株式を買収し、経営権を握る。長期借入金はサウス・ウインドが一括返済（肩代わり）した。
- 2002年3月 - 株式会社ゴルフアライアンス・ジャパンに改称
- 2002年7月 - 日東ライフが東京地裁に民事再生法を申請
- 2003年9月 - 日東ライフがゴルフアライアンス・ジャパンに吸収合併。
- 2005年3月 - 株式会社アコーディアゴルフに改称。更に5月には社名表記を現行のもの（"・"（中点）を付けて"アコーディア・ゴルフ"とした）に再変更。
- 2006年11月1日 - 東証一部上場。
- 2011年1月6日 - ゴールドマン・サックスとの業務提携を解消。
- 2011年1月20日 - GSと投資ファンド保有の全株式（433,987株）のうち28,000株を自己株式として取得し、残りをゴールドマン・サックス証券と大和証券キャピタル・マーケッツが買取引受けし、その一部を海外投資家へ転売。
- 2012年5月22日 - 竹生道巨社長が、社内の特別委員会の調査で、交際費支出などについて指摘を受け、責任を取り社長職を辞任[3]。後任に鎌田隆介が就任。
- 2012年11月16日 - PGMホールディングスが、アコーディアに対する敵対的TOBを開始。これに対して鎌田隆介社長は12月3日に反対を表明し、当期純利益の90％を配当すると発表[4]。
- 2013年1月18日 - レノが関連企業と共にアコーディア株の20%超を取得したため、PGMの敵対的TOBは失敗に終わる[5][6]。
- 2013年9月26日 - ゴルフダイジェスト・オンラインとの業務提携を解消。
- 2014年8月1日 - ビジネス・トラストによるアセットライト実施に伴い、連結子会社であるアコーディアAH11、アコーディアAH12及びアコーディアAH03の全株式をアコーディア・ゴルフ・アセット合同会社への現物による匿名組合出資を実施し、当該匿名組合出資持分を譲渡。シンガポールの法人であるAccordia Golf Trustのユニットを取得。
- 2016年6月29日 - 社長の鎌田隆介が退任。田代祐子が社長に就任。
- 2016年9月1日 - 千歳カントリークラブの全株式をバイオシステムに譲渡。
- 2016年10月11日 - 本社を渋谷クロスタワーから品川シーサイドパークタワーに移転。
- 2017年1月25日 - 韓国 MBKパートナーズ（朝鮮語版、英語版）傘下の株式会社MBKP Resortが、約1490億円規模の株式公開買付けを行い、89.18%の株式を取得して親会社となる[7]。
- 2017年3月23日 - 東証一部上場廃止。
- 2017年3月28日 - 株式併合により株式会社MBKP Resortの完全子会社となる[8]。
- 2021年11月16日 - フォートレス・インベストメント・グループが、MBKパートナーズから約4000億円で買収。
- 2025年1月31日 - 株式会社平和が、フォートレスから約5100億円で買収する予定[2]。

## 概要
- 2015年9月現在、全国137のゴルフ場と25のゴルフ練習場を運営している。
- 2006年からはJLPGAツアー「アコーディア・ゴルフレディス」を開催。
- アコーディア・ゴルフ系のゴルフ場で行われる大会
  - 男子ツアー（JGTOツアー）
    - 山の原ゴルフクラブ（山の原コース）「つるやオープンゴルフトーナメント」
    - 花の杜ゴルフクラブ「JCBクラシック」
    - PGM石岡ゴルフクラブ「HONMA TOURWORLD CUP」
    - アコーディア・ゴルフ習志野カントリークラブ（キング・クイーンコース）「ZOZO CHAMPIONSHIP」

  - 女子ツアー（JLPGAツアー）
    - 青島ゴルフ倶楽部「アコーディア・ゴルフレディス」
    - アコーディア・ゴルフ習志野カントリークラブ（キング・クイーンコース）「フィランソロピー・LPGAプレイヤーズ・チャンピオンシップ」

## 不祥事・事件
- 2013年7月7日山梨県大月ゴルフガーデン8番ホールにて自動運転カートが暴走。4名が重軽傷、そのうち1名がドクターヘリで搬送された。